# 8024 Robertwhite
8024 Robertwhite eller 1991 FN är en asteroid i huvudbältet som upptäcktes 17 mars 1991 av den amerikanske astronomen Eleanor F. Helin vid Palomar-observatoriet. Den är uppkallad efter den amerikanske testpiloten Robert Michael White.
Asteroiden har en diameter på ungefär 2 kilometer och den tillhör asteroidgruppen Hungaria.